# Øst-Kapprovinsen
Øst-Kapprovinsen (xhosa: Mpuma-Koloni; afrikaans: Oos-Kaap; engelsk: Eastern Cape) er en provins i den sydlige del af Sydafrika, med 6.916.200 indbyggere år 2015, og et areal på 168.966 km². Hovedstad er Bhisho.
Den blev dannet Kapprovinsen blev delt i tre 1994.
32°S 27°Ø / 32°S 27°Ø